# Charlotte Küter
Charlotte Küter (* 17. Januar 1900 in Berlin; † 2. Juni 1983 in Weimar) war eine deutsche Schauspielerin.

## Leben
Charlotte Küter, Tochter eines Lithographen, wollte als Kind Schauspielerin oder Pianistin werden, aber ihre Eltern verlangten, dass sie einen praktischen Beruf erlerne. So erlernte sie von 1916 bis 1919 das Schneiderhandwerk und machte ihre Gesellenprüfung. Neben der Lehre nähte sie viel, um sich das Geld für den Schauspielunterricht zu verdienen und ihre Theaterbesuche finanzieren zu können. So konnte sie bereits 1920 ihr erstes Theaterengagement, mit einem Vertrag über drei Jahre, am Albert-Theater (Dresden) antreten. Diesen Vertrag löste Charlotte Küter sofort, als sie zufällig Erwin Piscator kennenlernte, der gerade in Berlin ein eigenes Proletarisches Theater eröffnete, und ging zu ihm. Von Piscator ging sie zu Max Reinhardt und spielte in den Kammerspielen des Deutschen Theaters Berlin die Wendla in Frühlingserwachen von Frank Wedekind mit Werner Hinz und Hans Deppe als Partner. Da sie in Berlin auf komische Rollen festgelegt wurde, verließ sie Berlin nach kurzer Überlegung und wechselte zum Theater in Hagen. Diesem Engagement folgten drei Jahre am Schauspielhaus Düsseldorf bei Louise Dumont. Von dort holte sie Fritz Jessner an das Neue Schauspielhaus nach Königsberg (Preußen). Dort lernte Charlotte Küter ihren Mann, den Regisseur und Schauspieler Paul Lewitt, kennen.
Schon während ihrer Berliner Theaterzeit hatte Charlotte Küter kulturpolitisch für die Kommunistische Partei gearbeitet, deren Mitglied sie 1931/1932 wurde. 1933 entzog man ihr und Paul Lewitt die Arbeitserlaubnis, da Lewitt tschechoslowakischer Staatsbürger war und beide aktiv antifaschistisch tätig waren. Sie emigrierten in die ČSR nach Prag und Brünn. Hier wurde Charlotte Küter Sprecherin am Mělníker Rundfunk, der als demokratischer Sender gegen das faschistische Deutschland eingesetzt wurde. 1938 spielte sie in Prag die Titelrolle in Die Gewehre der Frau Carrar von Bertolt Brecht, in der Inszenierung von Paul Lewitt, mit einer Gruppe antifaschistischer Schauspieler.
Von Prag floh das Ehepaar Küter/Lewitt nach Polen und von dort nach England. Da sie auf künstlerischem Gebiet dort zuerst keine Arbeitserlaubnis bekamen, musste Charlotte sich mit Schneidern den Lebensunterhalt verdienen. Dann arbeiteten beide am deutschen Emigrantentheater und Charlotte Küter sprach in den Kultursendungen des BBC. Im Dezember 1945 kehrte das Ehepaar wieder nach Deutschland zurück und half in Dresden, das Kulturleben wieder aufzubauen. Zu ihren ersten Aufgaben gehörte die „Frau John“ in Die Ratten von Gerhart Hauptmann und Wassa Schelesnowa von Maxim Gorki – beide Inszenierungen lagen in den Händen Paul Lewitts.  Nach einem Gastspiel bei Intendant Fritz Wisten ging Charlotte Küter an das Theater der Freundschaft, wo sie den Schneeball von Ljubimowa erfolgreich inszenierte sowie auch als Darstellerin arbeitete. Ab 1951 verlegte sie den Schwerpunkt ihrer Tätigkeit auf den Film. 1953  führte sie bei dem rumänischen Film Die Heimkehr von Marieta Sadowa und Victor Iliu das erste Mal Synchronregie.
Mit 20 Jahren wurde Charlotte Küter Gewerkschaftsmitglied. 1935, in der Emigration, trat sie der Kommunistischen Partei der Tschechoslowakei (KPTsch) bei. 1946 wurde sie Mitglied der Sozialistischen Einheitspartei Deutschlands (SED) und des Deutschen Kulturbundes (KB), 1947 des Demokratischen Frauenbundes Deutschlands (DFD) und 1951 der Volkssolidarität (VS). 1953 wurde sie zum Mitglied des Bundesvorstandes des DFD und zum Mitglied des Sekretariats der Gewerkschaft Kunst des FDGB gewählt. Ab 1958 war sie Mitglied des Präsidiums des Deutschen Kulturbundes.
1949 wurde sie zum Volkskongress nach Berlin delegiert und von dort in die Volkskammer gewählt, der sie bis zur 3. Wahlperiode 1963 als Abgeordnete des Kulturbundes angehörte. In der Volkskammer gehörte sie von 1951 bis 1954 dem Ausschuss für Eingaben der Bürger und von 1954 bis 1958 dem Gnadenausschuss an. Von 1958 bis 1963 war sie Vorsitzende des Kulturausschusses.
Ihren Lebensabend verbrachte sie mit ihrem Ehemann Paul Lewitt im Weimarer Marie-Seebach-Stift.

## Filmografie
- 1948: Grube Morgenrot
- 1951: Das Beil von Wandsbek
- 1952: Frauenschicksale
- 1952: Schatten über den Inseln
- 1953: Jacke wie Hose
- 1953: Anna Susanna
- 1953: Die Störenfriede
- 1954: Ernst Thälmann – Sohn seiner Klasse
- 1954: Das geheimnisvolle Wrack
- 1956: Genesung
- 1956: Das Traumschiff
- 1956: Die Fahrt nach Bamsdorf
- 1957: Vergeßt mir meine Traudel nicht
- 1957: Herr Puntila und sein Knecht Matti (Studioaufzeichnung)
- 1957: Wo Du hin gehst ...
- 1957: Polonia-Express
- 1958: Nur eine Frau
- 1958: Tatort Berlin
- 1958: Abenteuer in Bamsdorf
- 1959: Ehesache Lorenz
- 1959: Der kleine Kuno
- 1960: Begegnung im Zwielicht (Spotkania w mroku)
- 1962: Königskinder
- 1966: Columbus 64
- 1966: Flucht ins Schweigen
- 1966: Hände hoch oder ich schieße
- 1968: Schüsse unterm Galgen
- 1969: Weite Straßen – stille Liebe
- 1974: Der Staatsanwalt hat das Wort: Das Gartenfest (Fernsehreihe)

## Synchronsprecher
- 1957: Zdena Baldová … als Petr´s Mutter in Der Weg zu Dir

## Theater

### Schauspielerin
- 1948: James Gow: Tiefe Wurzeln (Mammy Bella) – Regie: Paul Lewitt (Volksbühne Dresden)
- 1949: James Gow: Tiefe Wurzeln (Mammy Bella) – Regie: Steffie Spira (Volksbühne Berlin)
- 1949: Arthur Miller: Alle meine Söhne (Frau Keller) – Regie: Heinz Wolfgang Litten (Theater am Schiffbauerdamm)
- 1950: Bertolt Brecht: Die Mutter (Die Mutter) – Regie: Ruth Berlau (Volksbühne Leipzig)
- 1950: Gustav von Wangenheim: Du bist der Richtige (Arbeiterfrau) – Regie: Hans Rodenberg (Theater der Freundschaft)
- 1950: Vera A. Ljubimova: Schneeball 14 – Regie: Charlotte Küter (Theater der Freundschaft)
- 1951: Hedda Zinner: Spiel ins Leben – Regie: Hans Rodenberg (Theater der Freundschaft)

### Regie
- 1947: Walentin Katajew: Ein Ruhetag (Volksbühne Dresden)

## Hörspiele
- 1953: Friedrich Wolf: Krassin rettet Italia – Regie: Joachim Witte (Hörspiel – Berliner Rundfunk)
- 1958: Wera Küchenmeister/Claus Küchenmeister: Damals achtzehn – neunzehn (Mutter) – Regie: Helmut Hellstorff (Dokumentarhörspiel – Rundfunk der DDR)
- 1967: Michail Scholochow: Fremdes Blut (Gawrilas Frau) – Regie: Werner Grunow (Hörspiel – Rundfunk der DDR)
- 1968: Ion Druze: Wenn der Hahn kräht (Mutter) – Regie: Helmut Molegg (Hörspiel – Rundfunk der DDR)
- 1976: Jacob Grimm/Wilhelm Grimm: Frau Holle (Frau Holle) – Regie: Theodor Popp (Kinderhörspiel – Litera)

## Auszeichnungen
- 1954: Clara-Zetkin-Medaille
- 1958: Medaille für Kämpfer gegen den Faschismus 1933 bis 1945
- 1960: Vaterländischer Verdienstorden in Silber
- 1965: Johannes-R.-Becher-Medaille in Silber
- 1970: Johannes-R.-Becher-Medaille in Gold